# Тагути, Масахару
Масахару Тагути (яп. 田口 正治 Тагути Масахару, 9 января 1916 - 29 июня 1982) — японский пловец, олимпийский чемпион.
Масахару Тагути родился в 1916 году в префектуре Киото.
В 1936 году на Олимпийских играх в Берлине Масахару Тагути завоевал золотую олимпийскую медаль в эстафете 4×200 м вольным стилем (установив при этом мировой рекорд). Также он выступил на дистанции 100 м вольным стилем, но там занял лишь 4-е место.